# BNI

BNI（Business Network International、ビーエヌアイ）は、世界最大級のビジネス・リファーラル組織である。1専門分野1名が基本の、チャプター（グループ）が世界各地に存在する。ビジネススキルの上昇と、メンバー間の信頼を深めることによって、お互いのビジネスを発展させることを目的とする組織である。

## 概要
世界70ヶ国以上、11,000を超えるチャプター、会員数は31万人である。単一チャプターの会員数は約20人～50人。100人を超えるチャプターも存在する。チャプターごとに毎週決まった曜日に定例会を開催している。
理念
Givers Gain（与えるものは与えられる）
ビジョン
Changing the Way the World Does Business（世界のビジネスの方法を変える）
出席
　年会約50回のミーティングが開催される　(その回数、自身のプレゼンを発表ができる)

## メンバー資格
何らかのビジネスを行っている個人が加入を認められる。経営者（雇用者）・被雇用者であるかは問わない。各チャプターは、1専門分野1名を基本とし、既に加入しているメンバーと同専門分野の者が新メンバーとして加入することはできない。（弁護士でも、離婚案件や交通事故を専門分野として登録しているメンバーも存在する）

## 定例会の概要
全世界で共通のアジェンダ（定例会の流れ）を使用する。定例会の大まかな内容は以下の通りである。
１．名刺交換
２．チャンピオンの表彰
３．ビジネススキル等の学習
４．各々のビジネスのプレゼンテーション
５．リファーラル（ビジネスの紹介）の発表

## 歴史
1985年にアイヴァン・マイズナーによって設立される。日本には2006年に大野真徳により拠点が設置された。